# Фурсов, Владимир Владимирович (1970)
Владимир Владимирович Фурсов (укр. Володимир Володимирович Фурсов; 3 января 1970, Луганск — 2 августа 2004, Луганск) — советский и украинский футболист, полузащитник и нападающий. На профессиональном уровне выступал за астраханский «Волгарь», «Дрогобыч», луганскую «Зарю», симферопольскую «Таврию» и сакское «Динамо».

## Биография
Владимир Фурсов родился 3 января 1970 года в Луганске. Его отец Владимир, являлся футболистом, выступал за астраханский «Волгарь» и ворошиловградскую «Зарю»; скончался в 1984 году в возрасте 36 лет, когда сыну было 14 лет.
Занимался в астраханской ДЮСШ, первым тренером был И. С. Бузычкин. В 1987 году дебютировал на профессиональном уровне за астраханский «Волгарь», который выступал во Второй лиге СССР. «Волгарь» являлся аутсайдеров в своей зоне, в сезоне 1987 команда заняла последнее 17 место, а в следующем сезоне 14 место из 20 команд-участниц. Фурсов являлся основным игроком команды на протяжении двух лет, сыграв за астраханцев 59 матчей и забив 9 голов.
В 1989 году играл за любительский клуб «Искра» из Балашихи. В следующем году стал игроком команды «Дрогобыч». В сезоне 1990 провёл в составе команды из Западной Украины 21 игру и забил 6 мячей.
В 1991 году перешёл в луганскую «Зарю». Вместе с командой завоевал серебряные медали Второй лиги СССР, проведя в этом сезоне 38 матчей и забив 13 голов. Фурсов является автором последнего хет-трика «Зари» в рамках чемпионатов СССР, 9 сентября 1991 года отличился в матче с кременчугским «Кремнем». После провозглашения независимости Украины продолжил играть за луганский клуб, который был переименован в «Зарю-МАЛС». В 1992 году принял участие в розыгрыше первого чемпионата Украины. В сезоне 1992/93 «Заря» заняла предпоследнее 15 место. Всего за луганчан в Высшей лиге Украины провёл 38 игр и забил 7 мячей, в Кубке Украины — 5 матчей и 1 забитый гол.
В 1993 году стал игроком симферопольской «Таврии». 13 октября 1993 года дебютировал за крымчан в рамках чемпионата Украины в матче против кременчугского «Кремня» (3:0). Фурсов начал игру в стартовом составе и забил первый гол в поединке на 27 минуте в ворота Юрия Чумака.. Сезон 1993/94 стал лучшим для Фурсова в «Таврии», тогда он забил 10 голов в чемпионате Украины, став лучшим бомбардиром команды вместе с Алексеем Антюхиным. В Кубке Украины симферопольцы дошли до финала, где уступили одесскому «Черноморцу» в серии послематчевых пенальти (3:5). Фурсов пробивал пенальти, однако стал единственным игроком «Таврии», который не забил, в результате чего обеспечил победу «Черноморцу».
В следующем сезоне 1994/95 Фурсов потерял место игрока стартового состава, проведя в чемпионате Украины 11 матчей и забив 2 гола. Сезон 1995/96 стал более успешным для него, он являлся игроком основы и сыграл в 27 играх, забив при этом 5 мячей. В сезоне 1996/97 играл за сакское «Динамо» во Второй лиге Украины, в составе команды забил 2 гола в 3 матчах. В 1997 году завершил карьеру футболиста в стане «Таврии», проведя в общей сложности за крымчан 82 матча и забив 19 голов в чемпионате, а также сыграв 13 матчей и забив 3 гола в Кубке Украины. По окончании карьеры футболиста являлся тренером в луганской «Юности».
2 августа 2004 года в результате тяжёлой неизлечимой болезни скончался в Луганске в возрасте 34 лет.

## Достижения
- Серебряный призёр Второй лиги СССР (1): 1991
- Финалист Кубка Украины (1): 1993/94

## Статистика
| Сезон            | Клуб                | Лига                | Чемпионат | Чемпионат | Кубок | Кубок |
| Сезон            | Клуб                | Лига                | Игры      | Голы      | Игры  | Голы  |
| ---------------- | ------------------- | ------------------- | --------- | --------- | ----- | ----- |
| 1987             | Волгарь             | Вторая лига СССР    | 28        | 1         | —     | —     |
| 1988             | Волгарь             | Вторая лига СССР    | 31        | 8         | —     | —     |
| 1990             | Дрогобыч            | Вторая лига СССР    | 21        | 6         | 0     | 0     |
| 1991             | Заря (Луганск)      | Вторая лига СССР    | 38        | 13        | 0     | 0     |
| 1992             | Заря-МАЛС (Луганск) | Высшая лига Украины | 17        | 1         | 2     | 1     |
| 1992/93          | Заря-МАЛС (Луганск) | Высшая лига Украины | 21        | 6         | 3     | 0     |
| 1993/94          | Таврия              | Высшая лига Украины | 21        | 10        | 8     | 3     |
| 1994/95          | Таврия              | Высшая лига Украины | 11        | 2         | 2     | 0     |
| 1995/96          | Таврия              | Высшая лига Украины | 27        | 5         | 2     | 0     |
| 1996/97          | Таврия              | Высшая лига Украины | 16        | 1         | 1     | 0     |
| 1996/97          | → Динамо (Саки)     | Вторая лига Украины | 3         | 2         | —     | —     |
| 1997/98          | Таврия              | Высшая лига Украины | 7         | 1         | 0     | 0     |
| Всего за карьеру | Всего за карьеру    | Всего за карьеру    | 241       | 49        | 20    | 4     |